# Sasca Montană
Sasca Montană (en hongrois : Szászkabánya) est une commune du județ de Caraș-Severin en Roumanie.